# بازشاپرک فیلی چیترال
بازشاپرک فیلی چیترال (نام علمی: Deilephila rivularis) نام یک گونه از سرده بازشاپرک‌های فیلی است.